# Skagerrak
L'Skagerrak és un estret que separa la Península de Jutlàndia a Dinamarca al sud, Noruega (Sørlandet) al nord i Suècia (Bohuslän) a l'est, tot connectant el Mar del Nord amb la mar Bàltica via el Kattegat (estret més al sud-est, a continuació seu). Fins a la construcció del Canal de Slesvig-Holstein entre 1777 i 1784, reemplaçat en 1880 pel Canal de Kiel, va ser la única connexió entre la Mar Bàltica i el Mar del Nord.
El Skagerrak hi ha algunes de les rutes marítimes més transitades del món, amb vaixells de tots els racons del món, i una indústria pesquera intensiva. L'ecosistema està tensat i afecta negativament les activitats humanes directes. Oslo i Göteborg són les úniques grans ciutats de la regió de Skagerrak. Històricament, ha demostrat tenir una gran importància estratègica militar. Durant la Primera Guerra Mundial hi tingué lloc la gran Batalla de Jutlàndia naval el 1916 i durant la Segona fou una de les raons que motivaren la invasió de Dinamarca i Noruega per part de l'Alemanya nazi.

## Dimensions
El Skagerrak és una branca del mar del Nord i una línia imaginària entre el far de Lindesnes a Noruega i el far de Hanstholm a Dinamarca forma la frontera amb el mar del Nord a l'oest. Una línia similar entre Grenen per Skagen a Dinamarca i Marstrand a Suècia indica la frontera entre les zones marines Skagerrak i Kattegat. Al nord, l’Inter Skagerrak limita amb l’Oslofjord exterior entre Langesund a Telemark i Hvaler a Østfold.
Té una longitud de 240 km, entre 80 i 90 d'amplada i es fa més profund cap a la costa noruega, arribant als 725m (molt superior a la mitjana del Mar del Nord, que ronda els 100 metres).

L'Organització Hidrogràfica Internacional defineix els límits del Skagerrak com segueix:

A Occident. Línia que uneix Hanstholm (/ 57.117°N 8.600°E / 57.117; 8.600) i el Naze (Lindesnes, 58°N 7°E / / 58; 7).
En el sud-est. Límit nord del Kattegat [Línia que uneix Skagen (The Skaw, North Point of Denmark) i Paternosterskären (/ 57.900°N 11.450°E / 57.900; 11.450) i Northeastward a través dels bancs de sorra a l'illa de Tjörn].

## Trànsit i indústria

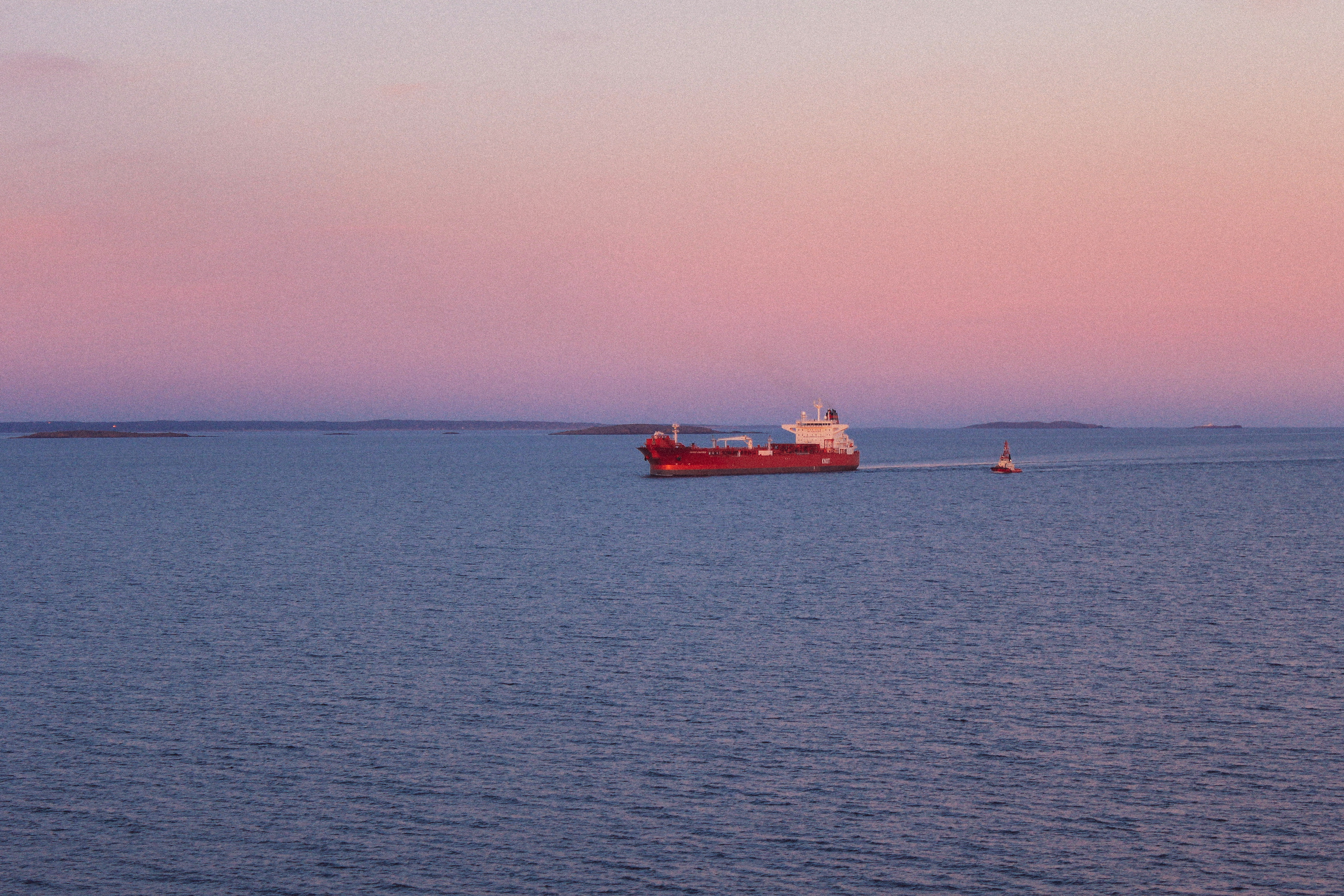
Un vaixell de càrrega en Skagerrak.

Skagerrak és un estret de trànsit intens, amb 7.500 vaixells individuals (exclosos els vaixells pesquers) de tot el món que visiten només en 2013. Els vaixells de càrrega són, amb molt, el vaixell més comú de Skagerrak en c. 4.000 vaixells individuals en 2013, seguits dels petroliers, que són gairebé la meitat de freqüents. Quan es veuen en combinació amb la zona de la Mar Bàltica, els vaixells de 122 nacionalitats diferents van visitar en 2013, i la majoria d'ells transportaven càrrega o passatgers dins d'Europa, independentment del seu Estat d'abanderament.
Gairebé tots els vaixells comercials de Skagerrak estan rastrejats pel Sistema d'Identificació Automàtica (AIS).

## Etimologia
Aquest tram de mar es va anomenar originalment el mar de Jutlàndia. El nom Skagerrak va arribar a la noruec amb el terme que s'utilitzava a les cartes holandeses a l'edat mitjana, les úniques cartes utilitzables que hi havia en aquest moment i van guanyar influència també perquè els vaixells holandesos representaven gran part del trànsit al sud de Noruega i cap a la mar Bàltica (mentre la Lliga Hanseàtica dominava el comerç sobre Bergen).
El terme es compon de la paraula en danès Skagen i la terminació del neerlandès «-rak» que significa «tram de mar recte / recte / recte», és a dir, la carretera recta cap a Skagen. El trànsit a l’Skagerrak amb vaixells de vela va transcórrer principalment per la costa noruega perquè els skerries van proporcionar oportunitats per buscar refugi en el mal temps mantenint aquesta ruta lluny de les aigües poc profundes i insidioses de la costa danesa.

## Biologia
El Skagerrak és l'hàbitat d’unes 2.000 espècies marines, moltes d’elles adaptades a les seves aigües. La varietat d’hàbitats i el gran volum de plàncton a la superfície donen suport a la prolífica vida marina. La vida marina segueix l'escala de migracions de Vinogradov per la que hi ha algunes espècies són bentòniques i altres pelàgiques, els animals que s'alimenten en les capes productives superiors dels oceans durant la nit migren a capes més profundes durant el dia, en capes marines graduades dins de les quals les espècies es mouen verticalment a distàncies curtes. Algunes espècies són bentopelàgiques i es mouen entre la superfície i el fons. Les espècies bentòniques inclouen Coryphaenoides rupestris, Argentina silus, Etmopterus spinax, Chimaera monstrosa i Glyptocephalus cynoglossus. A la part superior hi ha Clupea harengus, Scomber scombrus, Sprattus sprattus. Algunes espècies que es mouen són Pandalus borealis, Sabinea sarsi, Etmopterus spinax.
A part dels esculls sorrencs i pedregosos, a Skagerrak creixen amplis esculls de corall d’aigua freda, principalment de Lophelia pertusa. L'escull de Säcken, al Parc Nacional de Ytre Hvaler és un antic escull de Corall d'aigua freda, l’únic escull de corall del país i el més gran d'Europa. Els esculls de Lophelia també estan presents a la trinxera noruega i les aigües poc profundes de molts fiords noruecs.
Skagerrak també té diversos esculls d'emanació freda, formats al voltant de freds filtracions de desgasificació geològica de carbohidrats, generalment metà. Aquests hàbitats, molt rars a Europa i que donen suport a un ecosistema molt variat, es coneixen principalment de les aigües daneses de Skagerrak a l'oest de Hirtshals.
Amb el pas dels segles, els fons marins també contenen una gran quantitat de naufragis. Els restes en aigües poc profundes, ofereixen un ferm ancoratge per a diversos coralls i pòlips.
El Skagerrak té una salinitat mitjana de 30 unitats pràctiques de salinitat, que és molt baixa, pròxima a la de l'aigua salobre, però comparable a la majoria d'altres aigües costaneres. La superfície disponible per a la biomassa és d'uns 3.600 km² (1.400 km²) i inclou una àmplia varietat d'hàbitats, des dels esculls de sorra i pedra poc profunds a Suècia i Dinamarca fins a les profunditats de la trinxera noruega.

### Esculls

Un escull de corall d'aigua freda a Noruega.

A part dels esculls de sorra i pedregosos, els esculls de corall d'aigües fredes, en la seva majoria de Lophelia, estan creixent en Skagerrak. L'escull de Säcken en la protecció marina sueca de Koster Fjord és un antic escull de corall d'aigua freda i l'únic escull de corall conegut al país. L'escull de Tisler en la protecció marina noruega del Parc Nacional de Ytre Hvaler és l'escull de corall més gran conegut a Europa. Els esculls de lofelia també estan presents en la trinxera noruega i es coneixen de les aigües poc profundes de molts fiords noruecs.
Skagerrak també té una sèrie d'emanacions fredes de bombolles; esculls biològics formats entorn de les llavors fredes d'atacs geològics de carbohidrats, generalment metà. Aquests hàbitats estranys es coneixen principalment de les aigües daneses de Skagerrak a l'oest d'Hirtshals, però podrien descobrir-se'n més en futures investigacions. Els esculls amb bombolles són molt estranys a Europa i donen suport a un ecosistema molt variat.
Amb els segles d'intens trànsit marítim internacional de Skagerrak, el fons marí també acull abundància de naufragis. Naufragis en aigües poc profundes, proporciona un ancoratge ferm per a diversos corals i pòlips i s'han explorats han estat revelats per a donar suport als coralls dels dits de Dead Man, ofiuroïdeus i grans anaricàdids.

## Història

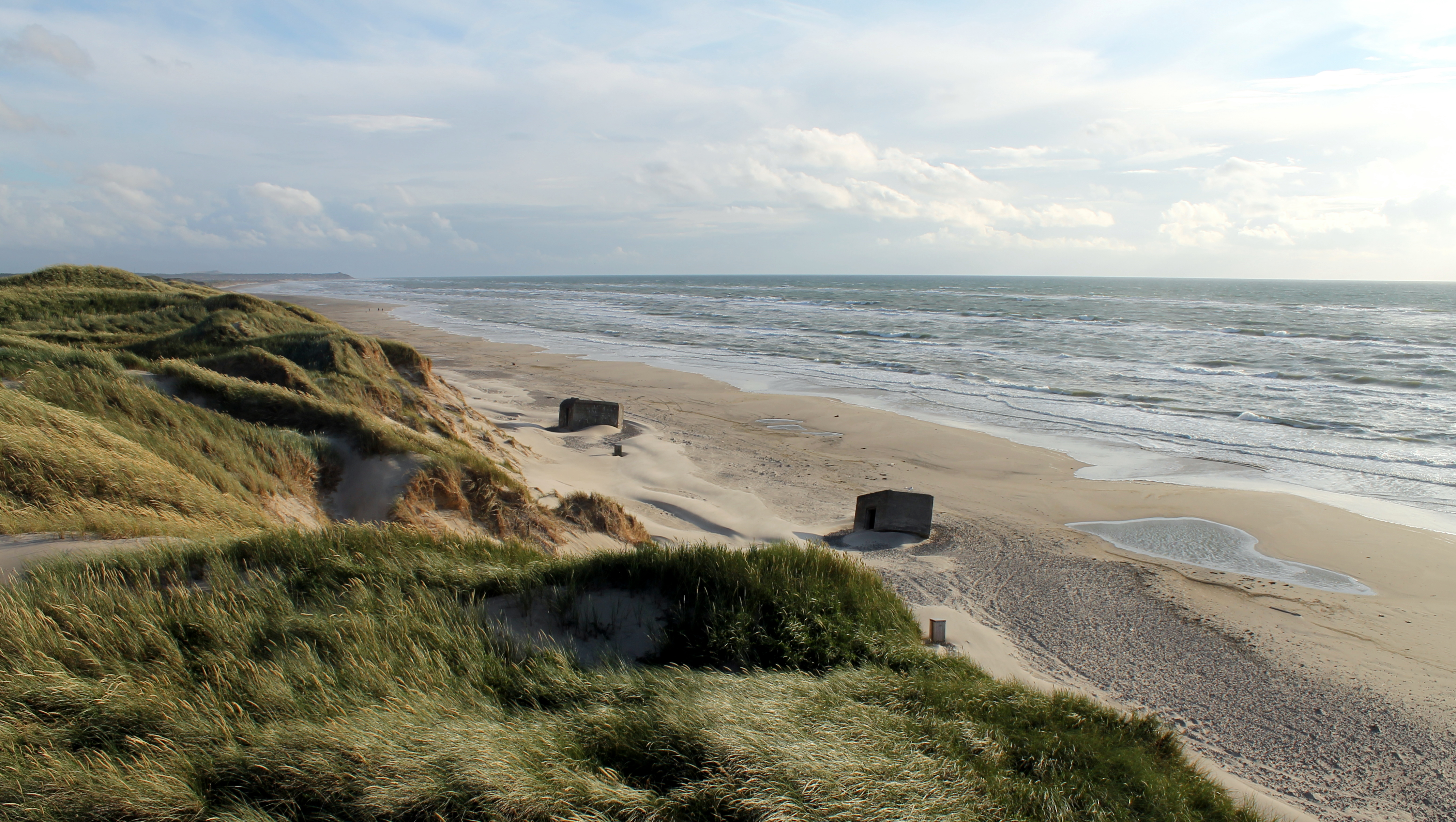
Els búnquers alemanys de la Segona Guerra Mundial segueixen presents al llarg de les costes de Skagerrak. (Kjærsgård Strand a Dinamarca)

Els noms més antics per a la combinació de Skagerrak i Kattegat van ser la Mar de Noruega o la Mar de Jutland; aquest últim apareix en la saga de Knýtlinga.
Fins a la construcció del Canal de Slesvig-Holstein el 1784 (predecessor del Canal de Kiel), Skagerrak era l'única manera d'entrar i sortir de la mar Bàltica. Per aquesta raó l'estret ha tingut un trànsit internacional ocupat durant segles. Després de la Revolució Industrial, el trànsit va augmentar i avui Skagerrak està entre els estrets més ocupats del món. En 1862, una drecera, el Canal de Thyborøn en el Limfjord es va construir a Dinamarca a través de Skagerrak des de la Mar del Nord anant directament al Kattegat. No obstant això, el Limfjord només suporta transports menors.
En les dues guerres mundials, el Skagerrak va ser estratègicament molt important per a Alemanya. La principal batalla marítima de la Primera Guerra Mundial, la Batalla de Jutlandia, també coneguda com la Batalla del Skagerrak, va tenir lloc aquí el 31 de maig a l'1 de juny de 1916. En la Segona Guerra Mundial, la importància de controlar aquesta via navegable, l'únic accés marítim a la mar Bàltica, va ser el motiu de les invasions alemanyes de Dinamarca, Noruega i la construcció de les parts septentrionals del Mur Atlàntic. Tots dos compromisos navals han contribuït al gran nombre de naufragis en el Skagerrak.

## Consideracions mediambientals
Científics i institucions ambientals han expressat la seva preocupació per la creixent pressió sobre l'ecosistema a Skagerrak. La pressió ja ha tingut impactes negatius i és causada per efectes ambientals acumulatius, dels quals les activitats humanes directes són només una peça del trencaclosques. S'espera que el canvi climàtic i l'acidificació dels oceans tinguin un impacte creixent en l'ecosistema de Skagerrak en el futur.
Skagerrak i la Mar del Nord reben importants inputs de materials perillosos i substàncies radioactives. La majoria s'atribueix al transport de llarga distància des d'altres països, però no tots. Les escombraries marines també és un problema creixent. Fins fa poc, les aigües residuals i les aigües residuals que abocaven en Skagerrak des dels assentaments i les indústries no es tractaven en absolut. En combinació amb la rentada de nutrients excessius de l'agricultura convencional, això sovint ha portat a grans proliferacions d'algues.

## Protecció
Hi ha diverses proteccions marines en Skagerrak, entre elles:
Noruega
- Parc Nacional de Ytre Hvaler, creat el 26 de juny de 2009
- Parc Nacional Raet, establert el 16 de desembre de 2016

Suècia
- Parc Nacional Kosterhavet
- Bratten, una nova zona marítima Natura 2000 de 120,878,4 hectàrees (298,697-acre) més enllà de Kosterhavet. Pockmarks i esculls biógenos a profunditats de 200 a 500 metres (660 a 1.640 peus).
- Gullmarsfjorden, la primera zona de conservació marina de Suècia des de 1983.